# Liste der deutschen Botschafter in Trinidad und Tobago
Die Liste der deutschen Botschafter in Trinidad und Tobago enthält die Botschafter der Bundesrepublik Deutschland in Trinidad und Tobago. Sitz der Botschaft ist in Port-of-Spain.
Die Botschaft ist auch die diplomatische Vertretung Deutschlands für Antigua und Barbuda, Barbados, Dominica, Grenada, Guyana, St. Kitts und Nevis, St. Lucia, St. Vincent und die Grenadinen und Suriname.
| Name                   | Amtszeit  |
| ---------------------- | --------- |
| Jens Petersen          | 1963–1966 |
| Fritz Gajewski         | 1966–1970 |
| Hans Hermann Haferkamp | 1970–1974 |
| Wilfried Vogeler       | 1974–1978 |
| Karl-Heinz Rouette     | 1978–1983 |
| Johannes Reitberger    | 1983–1985 |
| Joachim Vogel          | 1985–1990 |
| Holger Eberle          | 1990–1996 |
| Gerd Plückebaum        | 1996–1999 |
| Ulrich Nitzschke       | 2000–2004 |
| Helmut Ohlraun         | 2004–2007 |
| Ernst Martens          | 2007–2010 |
| Stefan Schlüter        | 2010–2014 |
| Lutz Görgens           | 2014–2017 |
| Holger Michael         | 2017–2019 |
| Ute König              | 2019–2023 |
| Christophe Eick        | seit 2023 |